# Telegiornale zero
Telegiornale zero è stato un varietà televisivo condotto da Piero Chiambretti, andato in onda su Rai 3 nell'autunno-inverno 1992-1993 e trasmesso dal martedì al venerdì in fascia preserale.

La regia era di Erik Colombardo. Autori del programma erano lo stesso Piero Chiambretti e Tatti Sanguineti.
Del varietà furono trasmesse 65 puntate: la prima puntata andò in onda il 27 ottobre 1992, l'ultima il 26 febbraio 1993.

## Descrizione
Si trattava di un telegiornale satirico, che prevedeva la "rivisitazione" dei temi d'attualità.
Trasmesso subito dopo i telegiornali "ufficiali" della rete, il programma veniva introdotto da una sigla in cui compariva il volto dell'allora direttore del Tg3 Sandro Curzi.

## Premi
- 1993: Premio Regia Televisiva nella categoria "programma innovativo"